# Constantino Horta
Constantino de Horta y Pardo (Puentedeume; 21 de mayo de 1860 - La Habana; 20 de junio de 1923) fue un escritor galleguista.

## Trayectoria
Emigró en la adolescencia a La Habana, consiguiendo estudiar; al tiempo que trabajaba, en la Escuela de Comercio de esa ciudad y obteniendo una plaza de profesor en ella después de escalonarse. También dirigió en el Centro Gallego de La Habana la enseñanza del comercio a adultos (1884-1896) y el "Boletín del Profesorado Cubano" desde 1893. Después de finalizar los estudios de derecho se estableció cómo abogado pero, firme en su amor al país, mantuvo una asesoría jurídica gratuita en el Centro Gallego. Fue uno de los fundadores del semanario La Tierra Gallega.
En 1894 fundó la Biblioteca Comercial Hispano-Americana de Ciencias Comerciales, en la cual publicó libros de texto de su autoría con destino a las escuelas de comercio de varios países latinoamericanos que la adoptaron como texto oficial. Un par de sus tratados se tradujeron al inglés.

### Regreso a España
En 1898, después de la derrota española frente a Estados Unidos, se repatrió a España, estableciéndose en Barcelona, aunque siguió visitando e incluso residiendo en América para promocionar sus libros. En 1904 se volvió a establecer en La Habana, trabajando de profesor en el Colegio Mercantil del Centro Gallego. Propagandista del ideal galleguista, publicó artículos en el periódico Nova Galicia de Buenos Aires y, sobre todo, en el Galicia de La Habana, tomando su dirección el propio Horta de 1906 a 1908. En esta etapa el periódico apoyó claramente la idea del establecimiento de una Solidaridad Gallega, tomando de ejemplo la constituida en Cataluña.
Constantino Horta fue el socio número 57 de la Asociación Iniciadora y Protectora de la Academia Gallega, constituida en 1905. Así mismo, participó en la constitución del Comité Redencionista de La Habana en 1909, poco después transformado en la Unión Redencionista Gallega, que pretendía eliminar los foros que tanto perjudicaban al campesinado gallego. Horta fue brevemente su presidente, en enero de 1911. Pero a partir de esas fechas las preocupaciones de Constantino se centraban en demostrar la galleguidad de Cristóbal Colón, decayendo en su actividad pública galleguista. Horta nunca llegó a asumir el giro nacionalista que las Irmandades da Fala dieron al galleguismo.

## Obras
- Tratado Completo de Aritmética Comercial Universal
- Tratado Universal de Teneduría de Libros
- Tratado Universal de Documentos Comerciales, Industriales y Administrativos
- Tratado de Correpondencia Comercial Universal Cuatrilingüe
- Doctrina Galicianista (1905)
- La verdadera cuna de Cristóbal Colón (En Nueva York, 1911.)[3]
- Tratado de Metrología Universal, Cubicación y aforo de toda clase de vasijas, Agrimensura práctica y medición de toda clase de terrenos, cubicación de maderas, superficies y pavimentos, volúmenes y capacidades, cosntrucciones y edificaciones.
- La Moneda y los sistemas monetarios de todas las naciones.